# Sylvain Dupuis
Sylvain Dupuis (Liegi, 9 ottobre 1856 – Bruges, 28 settembre 1931) è stato un compositore, direttore d'orchestra, oboista ed insegnante belga.

## Primi anni
Nato a Liegi, Dupuis si è formato nel conservatorio cittadino e lì ha concluso gli studi nel 1878. Successivamente divenne maestro di armonia presso lo stesso istituto, diventandone poi direttore nel 1911 succedendo a Jean-Théodore Radoux.
Inizialmente affiancò l'attività di compositore a quella didattica, ma in seguito si dedicò maggiormente alla direzione d'orchestra. Per questo, la maggior parte delle sue opere in catalogo risalgono a prima del 1900. Come compositore nel 1881 vinse il prestigioso Prix de Rome belga con la cantata Le Chant de la Création. Risalgono, invece, al 1880 le due opere, Moîna e Coûr d'ognon. Altre sue composizioni includono, il poema sinfonico Macbeth, un concertino per oboe e orchestra, una serie di opere corali e strumentali per pianoforte, violino e violoncello.

## Direzione d'orchestra
Nel 1890 Dupuis comincia a lavorare per il Théâtre Royal de la Monnaie e nel 1900 vi assunse il ruolo di direttore principale. Ha in particolare diretto le prime produzioni di quel teatro d'opera, tra le quali si segnalano Il crepuscolo degli dei (13 gennaio 1891), Die Entführung aus dem Serail (15 febbraio 1902), Tosca (2 aprile 1904), Alceste (14 dicembre 1904), La damnation de Faust (21 febbraio 1906), Les Troyens (27 dicembre 1906), Salome (26 marzo 1907), Fortunio (4 gennaio 1908), Ariane et Barbe-bleue (2 gennaio 1909), Madama Butterfly (29 ottobre 1909), Elektra (26 maggio 1910), Feuersnot (16 marzo 1911) e Roma (15 gennaio 1913). Ha anche diretto numerose anteprime mondiali, tra cui Le roi Arthus di Ernest Chausson (30 novembre 1903), Martylle di Albert Dupuis (3 marzo 1905), la sinfonia n. 1 di Albert Roussel, Le poème de la forêt (22 marzo 1908), Éros vainqueur di Pierre de Bréville (7 marzo 1910), Dorisse di Cesare Galeotti (18 aprile 1910) e Le chant de la cloche di Vincent d'Indy (21 Novembre 1912). Ha anche diretto la prima della terza e ultima revisione della Pepita Jiménez di Isaac Albéniz il 3 gennaio 1905.
Muore a Bruges pochi giorni prima del settantacinquesimo compleanno.

## Onorificenze
- 1919: Commendatore dell'Ordine di Leopoldo.[4]